# فيليب سكروب
فيليب سكروب (بالإنجليزية: Philip Scrubb) مواليد 27 نوفمبر 1992 في ريتشموند، هو لاعب كرة سلة محترف بريطاني بدأ مسيرته الاحترافية في سنة 2015. يبلغ طوله 6 قدم 3 بوصة (1.9 م). يلعب مغ الفريق الذي يمثل جامعة كارلتون. أحرز المركز الثالث في بطولة أمم الأمريكتين لكرة السلة سنة 2013.

## روابط خارجية
- فيليب سكروب على موقع الاتحاد الدولي لكرة السلة (الإنجليزية)
- فيليب سكروب على موقع الدوري الإسباني لكرة السلة (الإسبانية)
- فيليب سكروب على موقع كرة السلة الأوروبية.كوم (الإنجليزية)
- فيليب سكروب على موقع DraftExpress.com (الإنجليزية)
- فيليب سكروب على موقع ريلجم (الإنجليزية)
- فيليب سكروب على موقع بروبوليرز (الإنجليزية)
- فيليب سكروب على موقع سبورتس رفرنس (الإنجليزية)